# Go-Komatsu
Go-Komatsu (後小松, 1 de agosto de 1377 – 1 de dezembro de 1433) foi o 100º imperador do Japão, na lista tradicional de sucessão, e o sexto e último imperador da Corte do Norte durante o período Nanboku-chō da história do Japão. Pertencia ao Ramo Jimyōin-tō da Família Imperial.

## Vida
Antes de ascender ao Trono do Crisântemo, seu nome pessoal era Motohito. Go-Komatsu foi o primeiro filho do Go-En'yū. Sua mãe era Sanjō Izuko, mais tarde conhecida pelo nome budista de Tsūyōmonin, filha do Naidaijin Kimitada.
Go-Komatsu foi criado no turbulento período Nanboku-chō das Corte rivais do Norte e do Sul na mansão de Hino Sukenori. Se tornou Imperador do Norte aos 16 anos de idade após a abdicação de seu pai, o Go-En'yū. Com o apoio de Ashikaga Yoshimitsu, seu pai governou como imperador aposentado até sua morte em 1393. Em 1392, após a unificação das duas Cortes em disputa, o imperador do sul Go-Kameyama entregou os três tesouros sagrados, que oficialmente sinalizaram o fim das reivindicações da Corte do Sul à soberania. Assim, o Go-Komatsu tornou-se o reconhecido, indiscutivelmente como legítimo Imperador do Japão'em 21 de outubro de 1392.
Go-Kameyama acreditava que teria conseguido um acordo com Go-Komatsu para alternar o controle do trono entre os Ramos Jimyōin-tō e Daikakuji-tō da Família Imperial, onde cada ano governaria por 10 anos após o qual cederia ao outro ramo. No entanto, Go-Komatsu renegou o acordo, não só governando por 20 anos até sua própria abdicação em 5 de outubro de 1412, mas foi sucedido por seu próprio filho, o imperador Shōkō que nessa época contava com 11 anos e passou dirigir o pais como Imperador Aposentado.
Mas a saúde de Shōkō era precária, e não teve nenhum herdeiro, por essa razão Go-Komatsu o havia instado a adotar o príncipe Sadafusa, neto do terceiro soberano do norte imperador Sukō, e torná-lo seu herdeiro. Mas Shōkō teve um de seus ataques de fúria e não pôde ser persuadido a obedecer. Sadafusa, prudentemente, deixou a capital e tornou-se um sacerdote budista então Go-Komatsu adotou o filho deste Hikohito de dez anos de idade, seu sobrinho de terceiro grau. Que foi o sucessor de Shōkō após a morte deste em 30 de agosto de 1428, tornando-se o imperador  Go-Hanazono.
Go-Kameyama veio a falecer em 1 de dezembro de 1433, a Agência da Casa Imperial reconhece Fukakusa no kita no misasagi (深草北陵) em Fushimi-ku, Quioto como seu túmulo.